# 秦家浩
秦家浩（1937年—），男，浙江宁波人，中华人民共和国政治人物。

## 生平
早年毕业于宁波慈湖中学、华东纺织工学院机械系，后留校担任助教。1983年，任青岛市人民政府副市长。1994年任青岛市代理市长。1995年3月，任青岛市市长。